# Terza Categoria 1906
I campionati di Terza Categoria del 1906 furono la seconda edizione del campionato di calcio. Il campionato non aveva limiti di età.
Le società affiliate erano automaticamente iscritte ai rispettivi campionati regionali, ed erano ripartite con evidenti criteri di viciniorità per evitare eccessive spese di trasporto.
I campionati erano organizzati dai dirigenti delle società elette a tale scopo dalle rispettive assemblee regionali.

## Partecipanti

### Piemonte
- Juventus III, organizzatrice
- Pro Vercelli II
- Ginnastica Torino
- Torinese
- Vigor Torino
- Virtus Torino

### Lombardia
- Milan III, organizzatore
- US Milanese III
- F.C. Bergamo II
- Ausonia
- Casteggio, ritirato
- Collegio Facchetti di Treviglio, ritirato

### Liguria
- Genoa III, organizzatore
- Andrea Doria III

### Toscana
- Virtus Juventusque II, organizzatrice
- FC Livornese[1]

### Veneto
- Vicenza, organizzatrice
- Cesarano

## Gironi

### Lombardia
- 6 maggio 1906
  - Milan III - FC Monforte Milano 4-2
  - US Milanese III - Ausonia Milano 0-1

- 20 maggio 1906
  - US Milanese III - FC Monforte Milano 2-0
  - Ausonia Milano - Milan III 2-1[2]

### Veneto
- 7 gennaio 1906
  - Vicenza - Cesarano 2-1

- 28 gennaio 1906
  - Cesarano - Vicenza 1-0

- ?
  - Cesarano - Vicenza ?-?[3]